# Morjana Alaoui
Morjana Alaoui (in arabo مرجانة العلوي‎?, Murjāna al-ʿalawī; Casablanca, 30 novembre 1982) è un'attrice marocchina.

## Biografia
Morjana Alaoui è cresciuta nel quartiere di Anfa a Casablanca, dove frequenta la Casablanca American School. A diciotto anni, Alaoui si trasferisce a Parigi, dove frequenta la American University of Paris e dove conosce Laïla Marrakchi, che le offre un ruolo per Marock.
Marock è stato acclamato dalla critica e il suo ruolo le ha ha permesso di avviare la sua carriera cinematografica.
Nel 2007 partecipa alla realizzazione di Martyrs. 
Nel 2016, Alaoui prende parte al thriller Broken diretto da Shaun Robert Smith.

## Filmografia

### Cinema
- Marock di Laïla Marrakchi (2005)
- Martyrs di Pascal Laugier (2008)
- Die zwei Leben des Daniel Shore di Michael Dreher (2009)
- Le Rodba di Hafsia Herzi (2010)
- Golakani Kirkuk di Fariborz Kamkari (2010)
- Special Forces - Liberate l'ostaggio di Stéphane Rybojad (2011)
- Traitors di Sean Gullette (2013)
- Rock the Casbah di Laïla Marrakchi (2013)
- The Hybrid di Billy O'Brien (2014)
- Burnout di Nour Eddine Lakhmari (2016)
- Broken di Shaun Robert Smith (2016)
- Haters di Vincent Cleghorne (2017)

### Televisione
- The Red Trent (2014)